# Zespół klasztorny urszulanek w Krakowie
Zespół klasztorny urszulanek – zespół budynków sakralnych i użytkowych będący w posiadaniu sióstr urszulanek w Krakowie przy ul. Starowiślnej 3–5,7,9.

## Historia
Siostry urszulanki pojawiły się w Krakowie w II połowie XIX w., dokąd przybyły z Poznania w związku z prowadzoną przez władze pruskie polityką Kulturkampfu. W 1875 r. powstał pierwszy budynek krakowskiego konwentu urszulanek – wzniesiona w trybie rotacyjnej pracy ochotniczej kamienica w stylu historyzmu z wewnętrzną kaplicą pod wezwaniem Świętej Rodziny. Nowy budynek wpasowano w zabudowę ulicy Starowiślnej. 1 września tego roku urszulanki otworzyły szkołę pensjonatową, przekształconą w 1910 r. w państwowe gimnazjum. Od 1905 r. przy szkole funkcjonowała bursa dla jej słuchaczek pochodzących spoza Krakowa.
Po zawiązaniu unii pomiędzy autonomicznymi klasztorami urszulanek, w 1919 r. krakowski konwent stał się siedzibą zarządu generalnego Unii Urszulanek Polskich. W okresie międzywojennym siostry prowadziły szkołę podstawową, gimnazjum i liceum. Celem pozyskania nowych pomieszczeń dla rozrastającego się zespołu szkolnego, w 1931 r. wybudowano nowy budynek z w pełni wyposażonymi pomieszczeniami dydaktycznymi, niewidoczny od strony ulicy Starowiślnej.
W okresie okupacji zlikwidowana została szkoła średnia, ale siostry urszulanki zachowały zwierzchnictwo nad szkołą podstawową i otworzyły przedszkole. W konwencie znalazło schronienie kilkadziesiąt polskich sierot wysiedlonych przez Niemców z terenów przyłączonych bezpośrednio do III Rzeszy. Siostry były aktywnie zaangażowane w prowadzenie tajnego nauczania, ryzykując wolnością i życiem. Mimo tych zasług, wkrótce po zakończeniu wojny władze komunistyczne przystąpiły do etapowej likwidacji szkół. W 1961 r. przedszkole zostało upaństwowione, a większość pomieszczeń konwentu przeznaczono na państwowy dom studencki lub pomieszczenia dydaktyczne dla Wyższej Szkoły Teatralnej i Muzycznej.
Po transformacji ustrojowej w Polsce siostry urszulanki stopniowo odzyskiwały utracony teren. W 1991 r. zwrócono im przedszkole, a w 1994 r. szkołę podstawową. Wkrótce potem na terenie konwentu znów otworzono bursę dla krakowskich studentek.

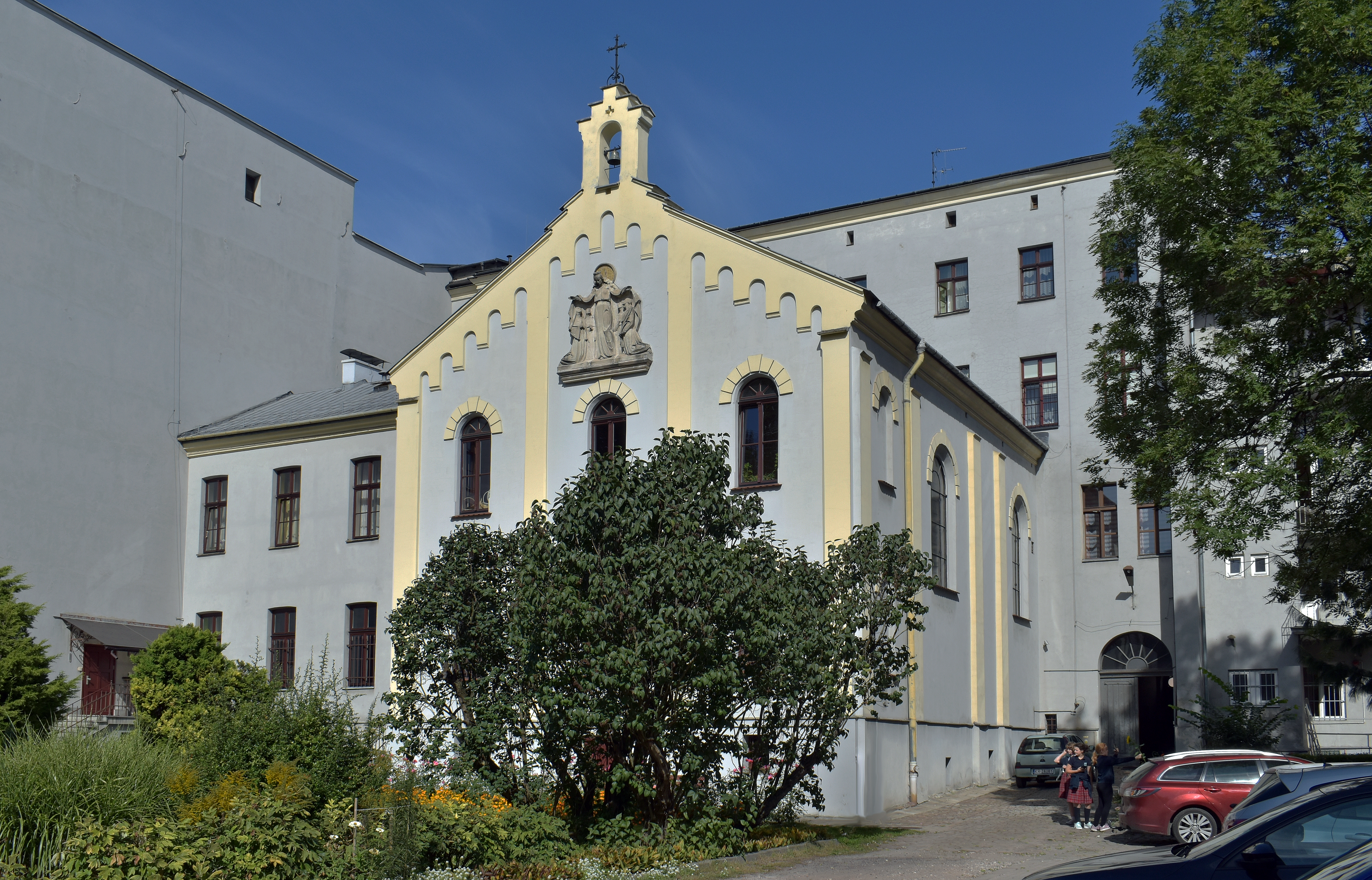
Kaplica Świętej Rodziny
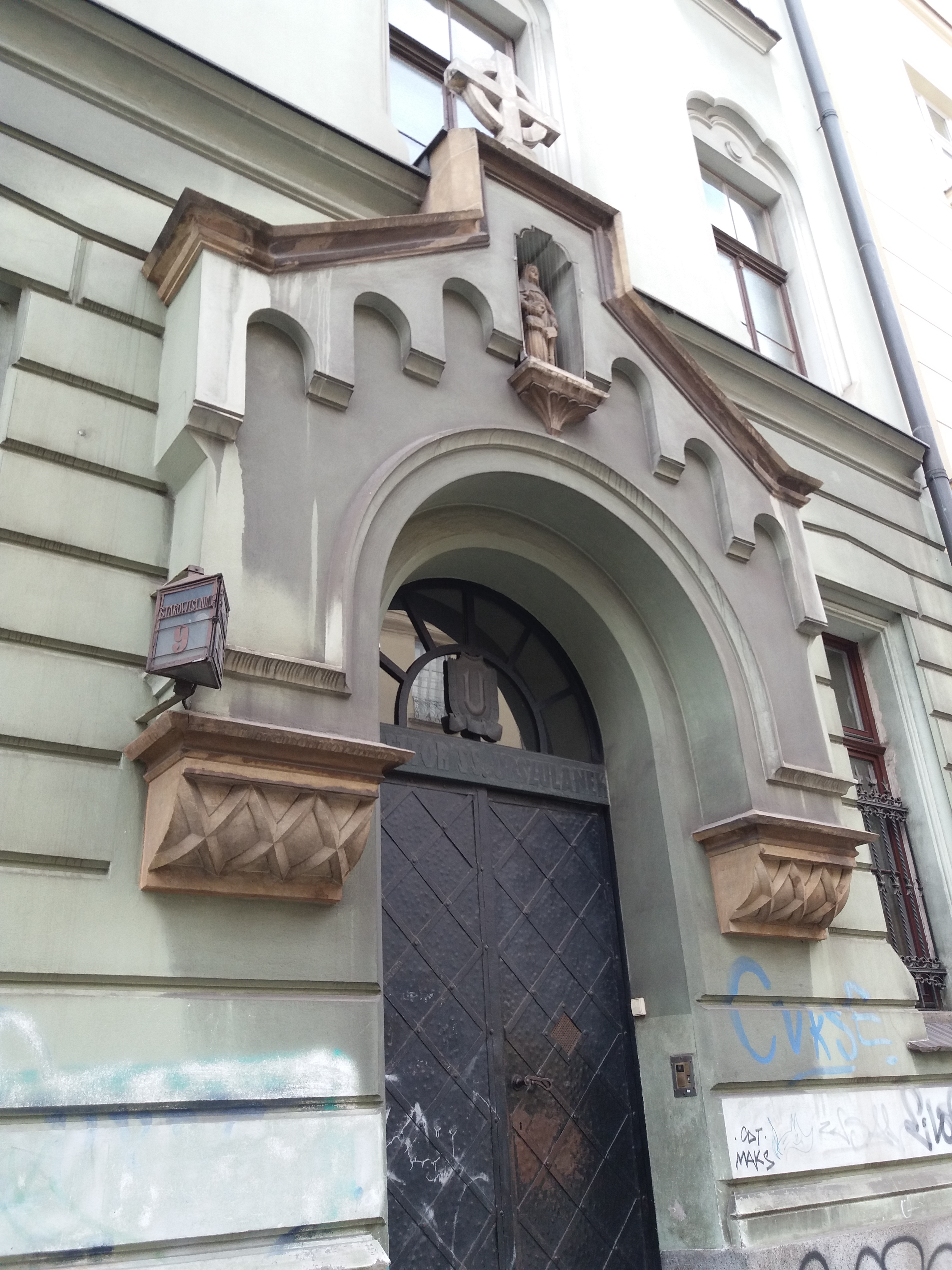
Drzwi wejściowe do zespołu klasztornego
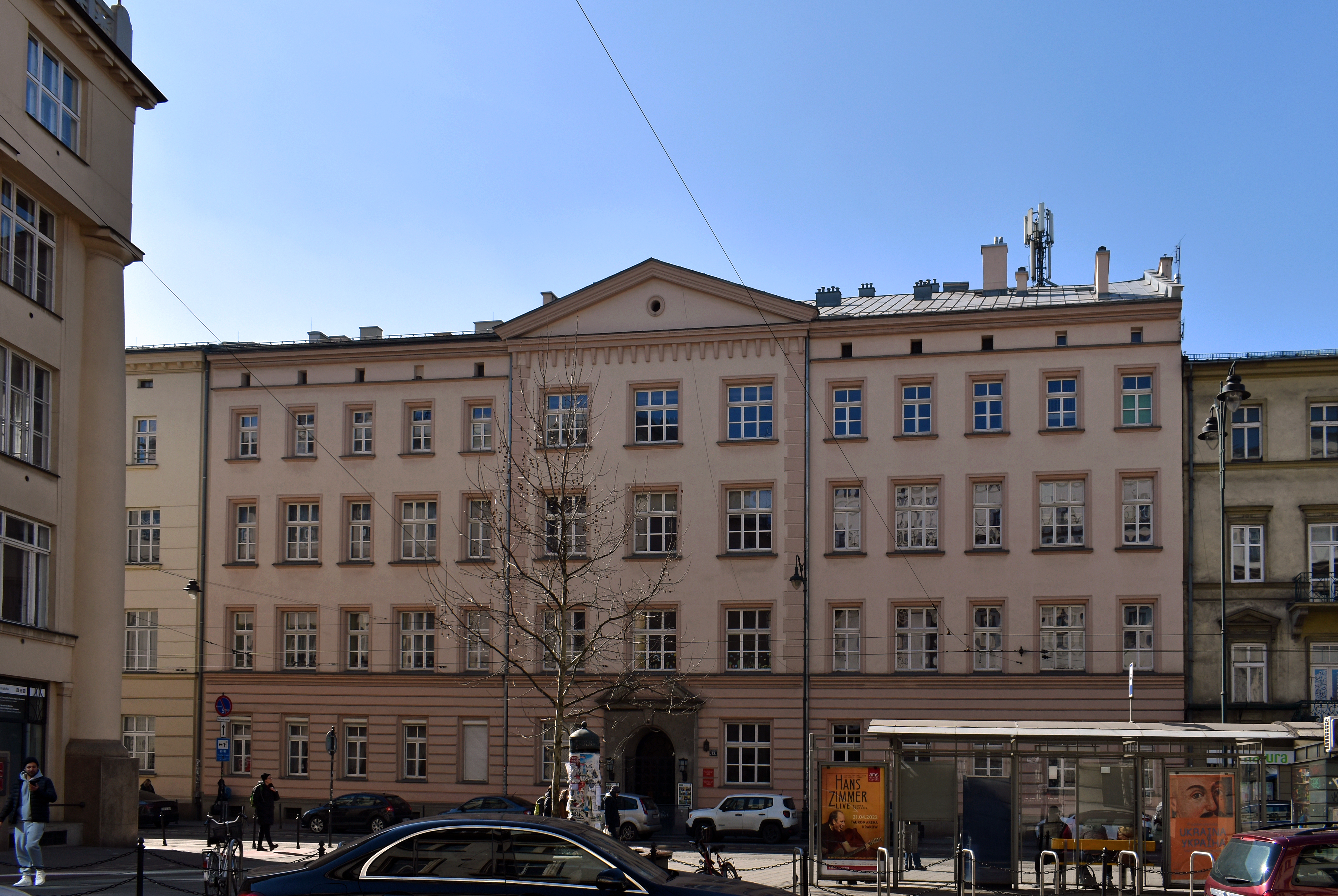
Szkoła urszulanek

## Źródła
- Historia konwentu na witrynie Urszulanek Unii Rzymskiej. [dostęp 2018-10-18]. [zarchiwizowane z tego adresu (2016-08-21)].